# Soft Touch/Raw Nerve
Soft Touch/Raw Nerve este o piesă a formației britanice Depeche Mode. Piesa a apărut pe albumul Delta Machine, în 2013.